# Pokerface – Oma zockt sie alle ab
Pokerface – Oma zockt sie alle ab ist ein Fernsehfilm aus dem Jahr 2016. Die unter der Regie von Erhard Riedlsperger entstandene österreichisch-deutsche Koproduktion wurde am 16. März 2016 im ORF und am 6. Mai 2016 im Ersten erstmals ausgestrahlt.

## Handlung
Nach außen hin ist eigentlich alles in bester Ordnung, der pensionierte Kurt Hofer ist seit 35 Jahren mit Rosa verheiratet, sie verfügen über ein schönes Haus. Allerdings nimmt er sie nicht wirklich ernst, auf Fragen zu finanziellen Angelegenheiten reagiert er kurz angebunden, etwa wenn sie wissen möchte, welches erfolgreiche Geschäft er mit seinem Schwiegersohn, dem Zahnarzt Udo Zimmermann, feiert. Abends folgt Rosa heimlich ihrem Schwiegersohn und landet dabei in Köhns Flamingo-Bar, wo sie den Barmann Charly kennenlernt. Seiner Frau Beatrix erzählte Udo allerdings, dass er Steuerangelegenheiten in seiner Zahnarztpraxis erledigen musste und daher so spät nach Hause gekommen ist. Am nächsten Tag besucht Rosa nochmals die Flamingo-Bar und entdeckt im Hinterzimmer einen Pokertisch. Charly erklärt ihr, dass ihr Schwiegersohn spielsüchtig ist. Außerdem hat er eine Affäre mit seiner Zahnarzthelferin Jutta, die ihn darauf drängt, seiner Frau die Beziehung zu gestehen. 
Nachdem Udo Kurt überzeugen konnte, ihm wegen einer geplanten Gesetzesänderung der Schenkungssteuer sein Haus zu schenken, überschreibt ihm Kurt beim Notar sein Haus. Trixi erhält einen Brief von der Bank, wonach die letzten acht Monatsraten für die Praxis, das Haus und das Auto überfällig seinen und die Schulden 300.000 Euro betragen würden, später stellt sich heraus, dass sich die gesamten Verbindlichkeiten auf eine Million Euro belaufen. Das Haus soll versteigert werden. Udo selbst geht auf Tauchstation, seiner Geliebten Jutta erzählt er, dass er mit ihr ein komplett neues Leben aufbauen möchte, seiner Frau erklärt er hingegen, dass er auf Spekulanten hereingefallen sei, wo er das gesamte Vermögen investiert hatte. Nachdem er diesen gedroht habe zur Polizei zu gehen, hätten diese ihn zusammengeschlagen. Trixi und Kurt wollen Rosa keinen Glauben schenken, als sie ihnen eröffnet, dass Udo das gesamte Vermögen beim Poker verloren hat. Kurt erleidet aufgrund der ganzen Aufregung einen Herzinfarkt und wird ins Krankenhaus eingeliefert.
Nachdem sich Rosa nicht mit ihrem Schicksal und dem Verlust des Hauses abfinden will, möchte sie bei einem Pokerturnier Haus und Geld zurückgewinnen. Charly soll ihr die Regeln beibringen, dieser weigert sich jedoch zunächst, weil er selbst einmal alles verloren hatte, erklärt sich später aber dann doch dazu bereit. Zwischen Charly und Rosa beginnt sich eine Liebesbeziehung zu entwickeln. Rosa gelingt es schließlich das Turnier zu gewinnen und ihr Haus zurückzuerhalten. Sie verlässt ihren Kurt und beginnt mit Charly ein neues Leben.

## Produktion
Die Dreharbeiten fanden im Oktober und November 2014 statt, gedreht wurde hauptsächlich in Graz, Drehorte war unter anderem das dortige Casino, der Hauptbahnhof, der Griesplatz und der Jakominiplatz, die Klosterwiesgasse, das Kunsthaus Graz und der Grazer Schloßberg. Produziert wurde der Film von der MR Film, beteiligt waren der Österreichische Rundfunk und die ARD (Degeto Film), unterstützt wurde die Produktion von Cinestyria und der Stadt Graz. Für das Szenenbild zeichnete Conrad Reinhardt verantwortlich, für das Kostümbild Caterina Czepek und für den Ton Axel Traun und Herbert Verdino.

## Rezeption
Den Film verfolgten bei Erstausstrahlung im Ersten 3,92 Millionen Zuseher, dies entsprach einem Marktanteil von 14,6 Prozent. Im ORF erreichte der Film bis zu 804.000 Seher.
Tilmann P. Gangloff von tittelbach.tv befand, dass der Film „dem dämlichen Titel zum Trotz eine schon allein wegen der bösen Dialoge amüsante Degeto-Komödie“ sei. Der Titel würde nach anspruchsloser Klamotte klingen, davon könne aber wegen der sehenswerten schauspielerischen Leistungen und den subtil boshaften Dialogen keine Rede sein. „Die Nebenfiguren sind als Entwurf wie auch in der Darstellung etwas eindimensional, aber Froboess und Karl Fischer als Rosas Lehrmeister sind sehenswert.“